# Habalkatti, Kushtagi
Habalkatti là một làng thuộc tehsil Kushtagi, huyện Koppal, bang Karnataka, Ấn Độ.